# Вагонний парк
Вагонний парк — кількість вагонів на всій мережі залізниці (метрополітену тощо) певного підрозділу (відділу дороги, станції тощо).
Вагонний парк, в залежності від призначення вагонів, які він включає, розподіляється на парк вантажних та пасажирських вагонів.
Вантажний парк складається з критих вагонів, напіввагонів, платформ, цистерн, ізотермічних вагонів та вагонів спеціального призначення.
Пасажирський парк складається з вагонів, що використовуються під перевезення пасажирів: вагони-ресторани, багажні, поштові та вагони спеціального призначення.
В різних країнах системи керування вагонним парком відрізняються.
В Україні вагони пасажирського та вантажного парків розподілені поміж залізницями у централізованому порядку.
До кожної залізниці, в залежності від обсягу робіт, приписується певна кількість вагонів, що складають інвентарний парк.
Кількісно цей парк змінюється після приписування нових вагонів, виключення старих з інвентаря за технічним станом або внаслідок їх передачі іншим організаціям чи залізницям.
Пасажирські вагони, оскільки вони обертаються у певних напрямках, приписують не лише до певної залізниці, але й до певних вагонних депо.
Інвентарний (приписний) парк вагонів не характеризує наявний парк вагонів на залізниці, тому існує визначення — наявний парк вагонів.
Наявний парк вагонів — всі вагони, які фізично знаходяться у її межах наприкінці звітного дня, незалежно від того, до якої залізниці вони приписані.
Наявний парк поділяється на робочий та неробочий.
Робочий парк складається з вагонів, що знаходяться у поїздах, під вантажними операціями чи в очікуванні їх, а також на коліях сортувальних парків.
До неробочого парку вантажних вагонів належать вагони, що безпосередньо не задіяні під перевезенням вантажів (справні вагони, що стоять у резерві: що знаходяться у ремонті чи у його очікуванні; виділені для господарських перевезень та спеціальних потреб залізниці).
Робочий парк пасажирських вагонів складається з вагонів, що призначені для перевезення пасажирів. До них відносять поштові, багажні вагони та вагони-ресторани, а також справні вагони, котрі знаходяться у резерві.
Неробочий парке пасажирських вагонів складається з пасажирських вагонів, котрі використовують для технічних потреб залізниці, та тих, що знаходяться у ремонті чи у його очікуванні.